# Мартин Клижан
Мартин Клижан (на словашки: Martin Kližan) е словашки професионален тенисист.

## Биография
Мартин Клижан е роден на 11 юли 1989 година в Братислава, Словакия. Мартин е едно от двете деца на Дарина (университетски преподавател) и Милан Клижан (генерален директор на електрическа компания). Името на сестра му е Наталия (тя играе тенис на аматьорско ниво). Братовчедът на Мартин, Радован Кауфман, е параолимпийски спортист, спечелил златен медал в състезанието по колоездене на писта на Параолимпийските игри през 2000 г.

## Кариера
Мартин Клижан е носител на титлата на сингъл при юношите на Откритото първенство на Франция през 2006 г. Става професионалист през 2007 г. Има най-високо в кариерата си класиране на сингъл, като световен номер 24, постигнато на 27 април 2015 г., и световен номер 73 на двойки, постигнато на 4 май 2015 г.

## Кариерна статистика

### ATP финали (6 титли; 7 финала)
|        | П–З | Година | Турнир                | Клас      | Настилка   | Опонент              | Резултат           |
| ------ | --- | ------ | --------------------- | --------- | ---------- | -------------------- | ------------------ |
| Победа | 1–0 | 2012   | Санкт Петербург Оупън | 250 серии | Твърда (з) | Фабио Фонини         | 6–2, 6–3           |
| Победа | 2–0 | 2014   | Баварски шампионат    | 250 серии | Клей       | Фабио Фонини         | 2–6, 6–1, 6–2      |
| Победа | 3–0 | 2015   | Гран При Хасан Втори  | 250 серии | Клей       | Даниел Химено-Травер | 6–2, 6–2           |
| Победа | 4–0 | 2016   | Ротердам Оупън        | 500 серии | Твърда (з) | Гаел Монфис          | 6–7(1–7), 6–3, 6–1 |
| Победа | 5–0 | 2016   | Германия Оупън        | 500 серии | Клей       | Пабло Куевас         | 6–1, 6–4           |
| Победа | 6–0 | 2018   | Австрия Оупън Кицбюел | 250 серии | Клей       | Денис Истомин        | 6–2, 6–2           |
| Загуба | 6–1 | 2018   | Санкт Петербург Оупън | 250 серии | Твърда (з) | Доминик Тийм         | 3–6, 1–6           |